# Kaplice
Kaplice (jednotné číslo, německy Kaplitz) je město v okrese Český Krumlov v Jihočeském kraji, 20 km jihovýchodně od Českého Krumlova na řece Malši při severozápadním okraji Novohradských hor. Žije zde přibližně 7 500 obyvatel. Kaplice je obcí s rozšířenou působností. Historické jádro města je od roku 1990 městskou památkovou zónou. Je zde sídlo Římskokatolické farnosti Kaplice.

## Název
České jméno města je obvykle spojeno s kaplí sv. Marie, která byla postavena na místě dnešního kostela sv. Floriána.

## Historie
První písemná zmínka o městě pochází z listiny z roku 1257 v níž papež Alexandr IV. uděluje mariánskému kostelu v Kaplici právo vydávání odpustků. V roce 1317 vyměnil Bavor III. s bratry Vernerem, Rackem a Přibíkem, rytíři z Vitějovic, pořešínské panství a s ním i tržní městečko Kaplice za jejich majetek ve Vitějovicích. Ti se potom psali "z Pořešína".
Městská práva má Kaplice od roku 1382, již předtím byla zmiňována jako městečko a i později byla vedena jako městys.
V roce 1423 husité upálili v kaplickém kostele sv. Petra a Pavla faráře, přivlečeného ze Soběnova. Fara byla vypálena a majetek fary byl rozkraden.
V roce 1428 obdržel kaplický farář Johann, zvaný Kamenička (Cameniczka) finanční podporu od Johanna Ktila z Velenova (Welaun) na obnovu vypáleného fary.
13. srpna 1482 udělil král Vladislav Jagellonský občanům Kaplice tzv. mílové právo. Roku 1529 král Ferdinand I. potvrdil kaplickým měšťanům všechna jejich privilegia. 9. prosince 1653 císař Ferdinand III. potvrdil Kaplici sporná privilegia získaná v předcházejících obdobích (právo vařit pivo, právo míle atd.).
8. října 1718 vypukl požár, při kterém během dvou hodin vyhořela podstatná část města. V roce 1789 císař Josef II. potvrdil hraběcí buquoyské trhové obci Kaplice její, již za císařovny Marie Terezie potvrzená, privilegia.
Dne 15. července 1872 vypukl další požár, při kterém opět vyhořela velká část města.
V roce 1873 byl založen Hasičský požární sbor. V roce 1913 byla dána do provozu obecní elektrárna na řece Malši.
Po rozpadu Rakousko-uherské monarchie a skončení první světové války kapličtí občané německé národnosti odmítli uznat hranici nového československého státu v hranicích dřívějšího Království českého a chtěli se připojt k Hornímu Rakousku. 15. listopadu 1918 byl státními orgány v Praze odvolán ze své funkce kaplický hejtman Schöbrle. Ten odmítal uposlechnout s odůvodněním, že podléhá pod vedení nově vytvořené německo-rakouské župy se sídlem v Linci. V polovině listopadu byl v Kaplici zatčen a do Lince internován pražskou vládou jmenovaný emisar Benno Castelinni a Němci odmítli i nadále být vůči ČSR loajální. Proto byly 3. prosince 1918 do Kaplice poslány roty českobudějovického 1. československého pěšího pluku a v Kaplici byla zřízena vojenská posádka.
9. července 1936 byla Kaplice povýšena na město. Až do konce druhé světové války zde převažovalo německé obyvatelstvo. V roce 1938 byla Kaplice po podpisu Mnichovské dohody přičleněna k nacistickému Německu jako součást župy Oberdonau. V roce 1945 byla Kaplice obsazena Rudou armádou. Vojáci 26. americké pěší divize do Kaplice přijeli již dne 8. května 1945.
Do roku 1960 Kaplice byla okresním městem. V roce 1997 žilo přímo ve městě 6466 obyvatel a dalších 638 v přičleněných osadách.

## Přírodní poměry

### Podnebí
Kaplice leží dle Quittovy klimatické klasifikace v oblasti MT3. Jaro je mírné, normálně dlouhé až delší, léto je krátké, mírné až mírně chladné, suché až mírně suché, podzim je mírný, normálně dlouhý až delší, zima je mírná až mírně chladná, suchá až mírně suchá a normálně dlouhá.

## Obecní správa a politika

### Členění města
- Blansko
- Dobechov
- Hradiště
- Hubenov
- Kaplice
- Květoňov
- Mostky
- Pořešín
- Pořešinec
- Rozpoutí
- Žďár

Od 1. července 1985 do 23. listopadu 1990 k městu patřil i Soběnov.

#### Poznámka
Součástí města Kaplice je bývalá osada, dnes samota Rožnov. Osada Jermaly zanikla.

## Hospodářství
Mezi nejvýznamnější zaměstnavatele patří:
- Isotherm
- Hauser
- Engel

## Doprava
Již od středověku Kaplice ležela na obchodní stezce do Dolních Rakous, zvané kaplická nebo též cáhlovská. Po ní se přepravovala hlavně sůl.
Železniční stanice Kaplice na trati č. 196 České Budějovice – Summerau je mimo území města, asi 5 km severoseverozápadně od centra města, na území obce Střítež, jejíž místní část v okolí nádraží se jmenuje Kaplice-nádraží. Samotná Střítež leží asi 2,5 km západně od nádraží. V blízkosti nádraží (necelý kilometr východně) je Rozpoutí, osada města Kaplice. Nádraží bylo uvedeno do provozu po roce 1871, název Kaplice nese od roku 1877. Asi 4,5 km jihozápadně od města je obec a nádraží Omlenice. Přibližně v téže stopě vedla již koněspřežná dráha Linec - České Budějovice, jejíž český úsek byl zprovozněn v září 1827, nejbližší stanici však měla až v Bujanově.
Kolem západního okraje města vede severojižním směrem mezinárodní silnice E55 (silnice I. třídy č. 3). Z Kaplice odbočují silnice II. třídy č. 158 na jihovýchod do Malont a Pohorské Vsi v Novohradských horách, na východ silnice č. 154 do Nových Hradů, kolem nádraží Kaplice vede západovýchodním směrem silnice II/157 z Českého Krumlova do Trhových Svinů.
Kaplice je místním centrem regionální autobusové dopravy. Od 1. září 2004 zde byl na okružní lince zaveden i provoz městské autobusové dopravy (linka č. 330009). Regionální autobusy zajišťují i spojení s nádražím.

## Společnost

### Školství
- Mateřské školy
- Základní školy
- Střední odborná škola ekonomická
- SOU

### Kultura
- Kulturní dům
- Kino

### Sport
- Sportovní stadion
- Motokrosový areál

### Festivaly
- Oktobrfest

## Pamětihodnosti
- Děkanský kostel svatého Petra a Pavla
- kostel svatého Floriána
- kaple svatého Josefa a svaté Barbory
- radnice
- kašna

## Galerie

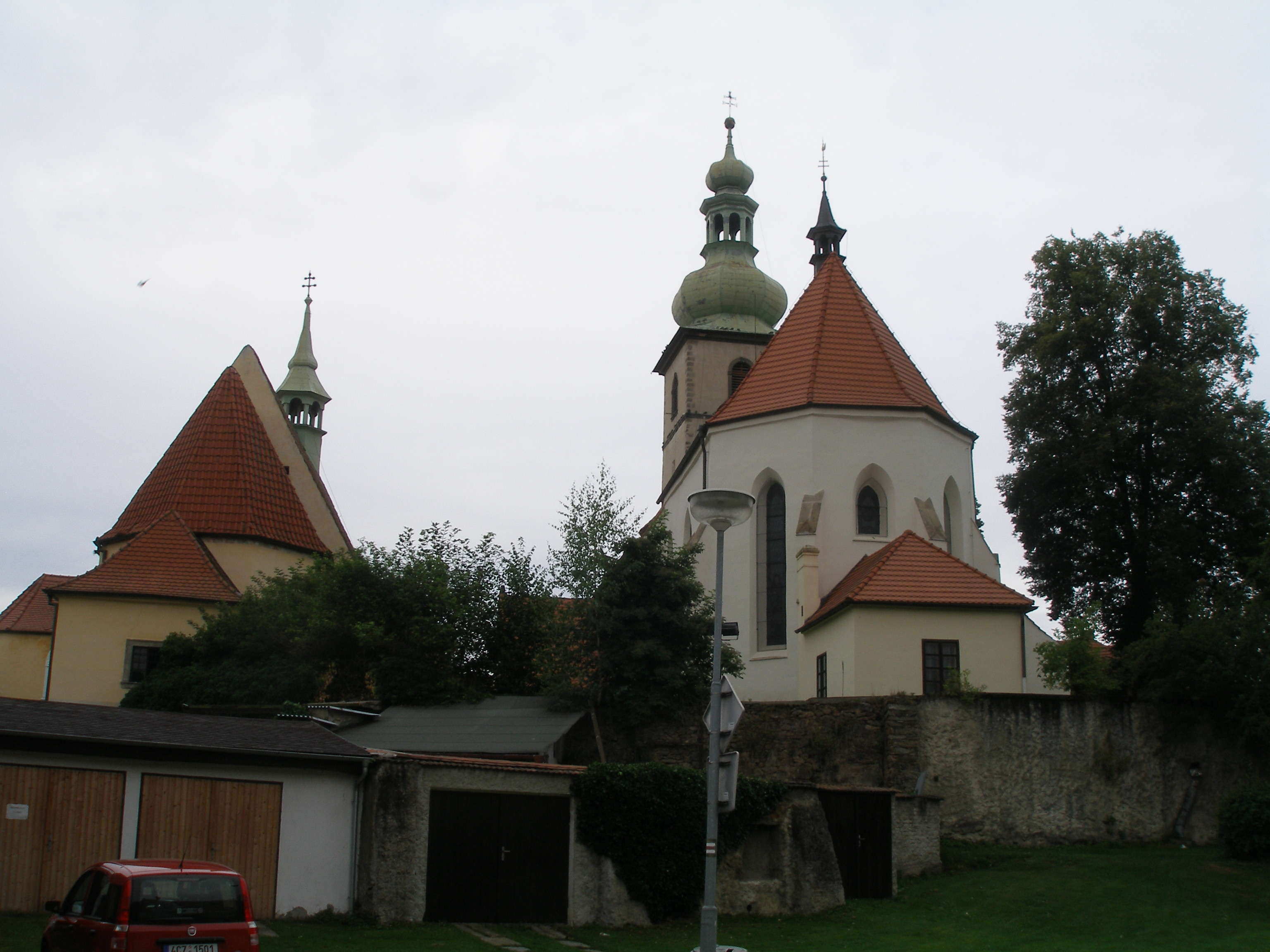
Kostely sv. Floriána a sv. Petra a Pavla
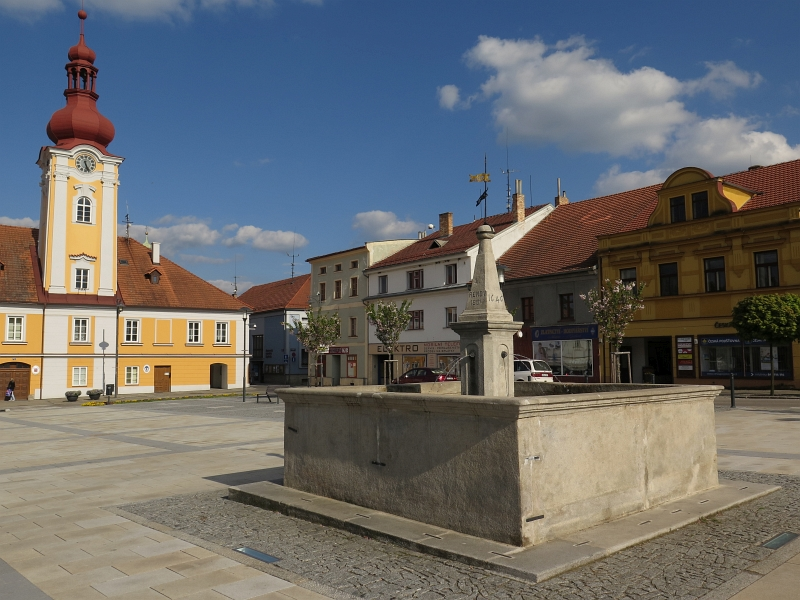
Kašna s pranýřem na náměstí
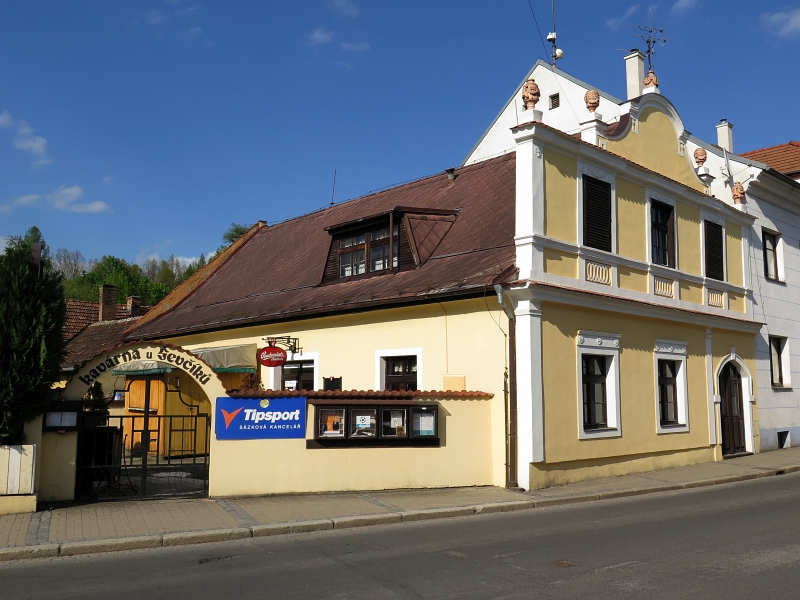
Dům č. p. 32
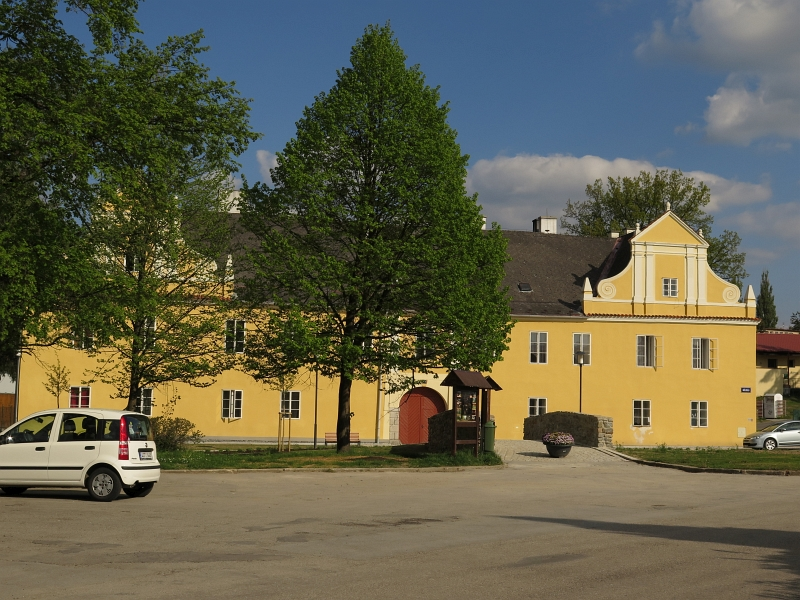
Starý pivovar
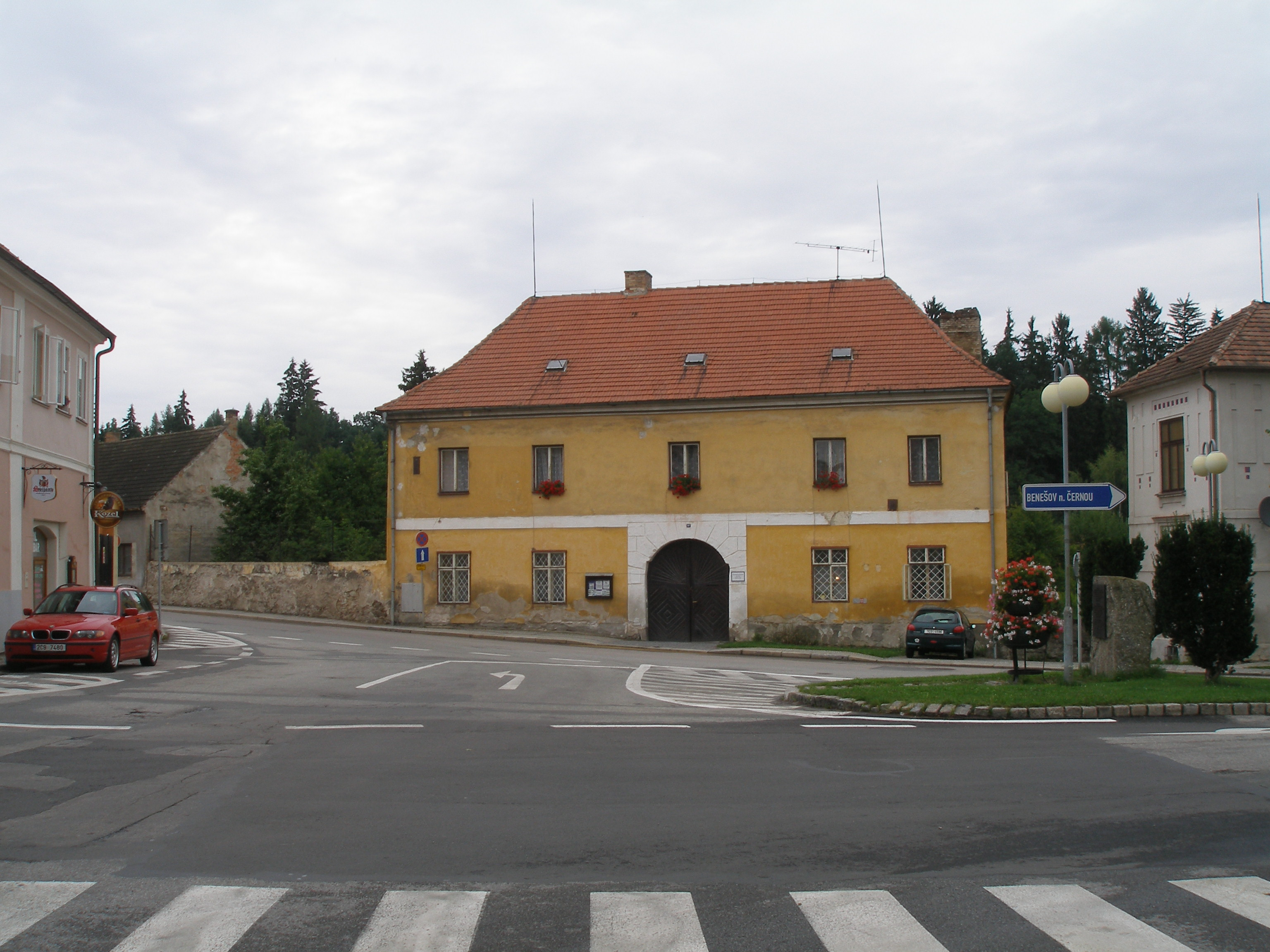
Farské náměstí
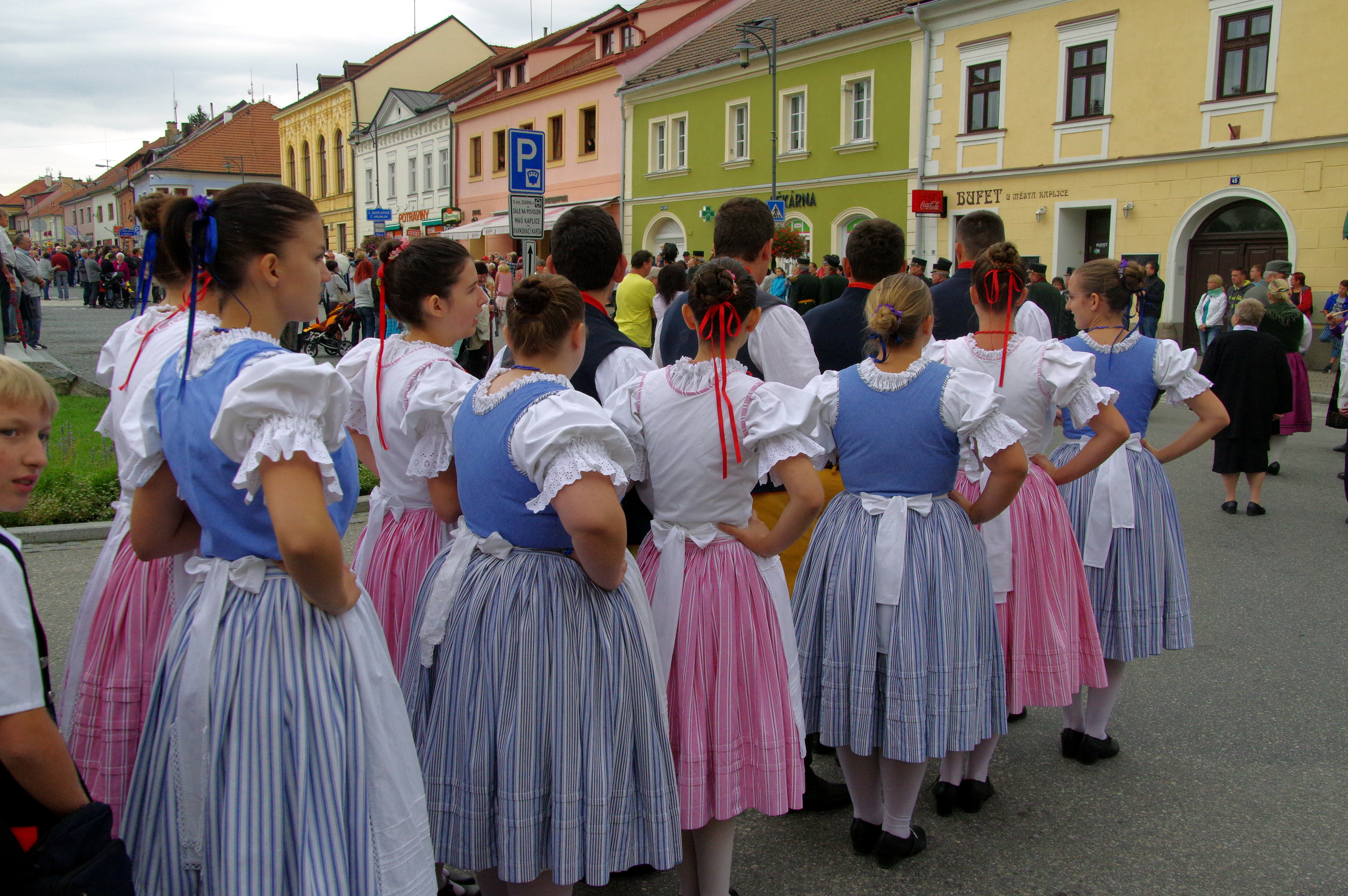
Lovecké slavnosti

## Přírodní zajímavosti v okolí
- Přírodní park Soběnovská vrchovina
- Přírodní park Novohradské hory
- Přírodní rezervace Vysoký kámen
- Přírodní rezervace Ševcova hora
- Přírodní park Poluška
- Přírodní památka Horní Malše

## Osobnosti
- Jakub z Kaplice (vrstevník mistra Jana Husa), se svými druhy koupil v Praze dům "U černé růže" a věnoval jej českým univerzitním studentům
- Václav Ecker (1630–1696), profesor, kazatel, v roce 1659 vydal v Praze latinský spis "Diurnum quotidianae virtutis"
- Ferdinand Kindermann (1740–1801, kněz a pedagog, litoměřický biskup
- František Dobromil Kamarýt (1812–1876), kněz, autor a překladatel náboženských spisů
- Ignaz Oberparleiter (1846–1922), pedagog, hudebník aspisovatel
- Matthäus Klimesch, rodným jménem Matouš Klimeš, také Johann Matthäus Klimesch, Matyáš Klimesch (1850–1940), historik
- Jan Dubský (1906–1975), elektroinženýr a vysokoškolský učitel
- František Chaun (1921–1981), hudební skladatel, klavírista, zpěvák, malíř a herec
- Otakar Bílek (1932–2016), rozhlasový režisér a pedagog

## Partnerská města
- Freistadt, Rakousko